# Папашина армия
Папашина армия (англ. Dad’s Army) — телесериал-ситком BBC об Отрядах местной обороны (ополчении) во время Второй мировой войны. Сценарии к эпизодам были написаны Джимми Перри и Дэвидом Крофтом и показаны на BBC с 1968 по 1977 год. Насчитывает всего 9 сезонов и 80 эпизодов, плюс радио версии, основанные на телесценариях, фильм и сценическое шоу.
Название сериала связано с тем, что Отряды местной обороны в основном состояли из людей, не подлежавших призыву по возрасту или состоянию здоровья (а также из тех, кто имел бронь). Действие сериала разворачивается в вымышленном приморском городке-курорте Уолмингтон-он-Си (англ. Walmington-on-Sea), который находится на южном побережье Англии, и, следовательно, имеет стратегическую роль как место возможного вторжения Германии в Великобританию.

## Возникновение
Первоначально предполагалось назвать телесериал «Бои тигров», «Папашина армия» была отчасти придумана соавтором и создателем Джимми Перри на основе опыта с ополчением. Перри было всего 17 лет, когда он присоединился к десятому батальону Хартфордшира. Матери не нравилось, что он уходил по ночам и боялась, что он может простудиться; он отчасти напоминал персонажа рядового Пайка.

## Персонажи
- Капитан Маннеринг (англ. Captain Mainwaring, [ˈmænərɪŋ]) (Артур Лоу) — храбрый и несомненно патриотичный местный менеджер банка, во время войны назначил себя лидером контингента ополчения своего города.
- Сержант Уилсон (англ. Sergeant Wilson) (Джон Ле Мезюрье).
- Капрал Джонс (англ. Lance Corporal Jones) (Клайв Данн).
- Рядовой Фрейзер (англ. Private Frazer) (Джон Лори).
- Рядовой Уокер (англ. Private Walker) (Джеймс Бек).
- Рядовой Годфри (англ. Private Godfrey) (Арнольд Ридли).
- Рядовой Пайк (англ. Private Pike) (Йен Лавендер).
- Начальник АРП Ходжес (англ. ARP Warden Hodges) (Билл Пертуи).

## Эпизоды
Всего телесериал содержит 9 сезонов и 80 эпизодов, включая рождественские спецвыпуски.

### Утраченные эпизоды
Первые два сезона были записаны и показаны чёрно-белыми, сезоны с третьего по девятый были записаны и показаны в цвете. Несмотря на это, один эпизод третьего сезона, Номер внизу сохранился только чёрно-белым, и на официальном DVD был выпущен в таком виде. Этот эпизод был восстановлен в цвете, используя скрытый цветовой сигнал (сигнал цветности точек) и был показан 13 декабря 2008 года на BBC Two.

## Музеи
Сериалу посвящено несколько музеев:
- Экспозиция Dad’s Army Collection в Брессингемском паровом музее (англ. Bressingham Steam and Gardens): здесь представлена коллекция винтажных автомобилей, использовавшихся на съемках сериала, а также реконструирована улица Уолмингтона-он-Си
- Музей Папашиной армии (англ. Dad's Army Museum) в городе Тетфорд, где проходили съемки многих эпизодов сериала
- Музей Бомбардировки и обломки (англ. Blitz and Pieces, Блиц — бомбардировки во время Битвы за Британию) в Грейт-Ярмут, посвящённый как сериалу и реальной жизни британцев во время войны